# أندرو سميث (سياسي)
أندرو سميث (بالإنجليزية: Andrew Smith) هو سياسي بريطاني، ولد في 1 فبراير 1951 في المملكة المتحدة. حزبياً، نشط في حزب العمال.

## مناصب
- في الانتخابات العمومية للمملكة المتحدة 1987 [الإنجليزية]‏، انتخب عضو البرلمان الخمسون للمملكة المتحدة عن دائرة أكسفورد الشرقية خلال فترته النيابية ‏ (11 يونيو 1987 – 16 مارس 1992).
- في الانتخابات العامة في المملكة المتحدة 1992 [الإنجليزية]‏، انتخب عضو البرلمان الحادي والخمسون للمملكة المتحدة عن دائرة أكسفورد الشرقية خلال فترته النيابية ‏ (9 أبريل 1992 – 8 أبريل 1997).
- في الانتخابات العامة في المملكة المتحدة 1997 [الإنجليزية]‏، انتخب عضو البرلمان الثاني والخمسون للمملكة المتحدة عن دائرة أكسفورد الشرقية وقد انضم خلال فترته النيابية ‏ (1 مايو 1997 – 14 مايو 2001) للكتلة البرلمانية حزب العمال.
- في الانتخابات العامة في المملكة المتحدة 2001، انتخب عضو برلمان المملكة المتحدة الـ53 عن دائرة أكسفورد الشرقية وقد انضم خلال فترته النيابية ‏ (7 يونيو 2001 – 11 أبريل 2005) للكتلة البرلمانية حزب العمال.
- في الانتخابات العامة في المملكة المتحدة 2005، انتخب عضو برلمان المملكة المتحدة الـ54 عن دائرة أكسفورد الشرقية وقد انضم خلال فترته النيابية ‏ (5 مايو 2005 – 12 أبريل 2010) للكتلة البرلمانية حزب العمال.
- في انتخابات المملكة المتحدة لعام 2010، انتخب عضو برلمان المملكة المتحدة الـ55 عن دائرة أكسفورد الشرقية وقد انضم خلال فترته النيابية ‏ (6 مايو 2010 – 30 مارس 2015) للكتلة البرلمانية حزب العمال.
- في الانتخابات العامة في المملكة المتحدة 2015، انتخب عضو برلمان المملكة المتحدة الـ56 عن دائرة أكسفورد الشرقية وقد انضم خلال فترته النيابية ‏ (8 مايو 2015 – 3 مايو 2017) للكتلة البرلمانية حزب العمال.
- انتخب عضو مجلس الشورى البريطاني.
- انتخب أمين عام الظل الأول لوزارة المالية [الإنجليزية]‏ (21 يوليو 1994 – 25 يوليو 1996).
- انتخب وزير ظل الدولة للنقل [الإنجليزية]‏ (25 يوليو 1996 – 2 مايو 1997).
- انتخب السكرتير الأول للخزانة [الإنجليزية]‏ (11 أكتوبر 1999 – 29 مايو 2002).
- انتخب وزير الدولة لشؤون العمل والمعاشات [الإنجليزية]‏ (29 مايو 2002 – 8 سبتمبر 2004).

## وصلات خارجية
- الموقع الرسمي